# Cerro Azul (Paraná)
Cerro Azul ist ein brasilianisches Munizip im Osten des Bundesstaats Paraná. Es hat 16.134 Einwohner (2022), die sich Cerro-Azulenser nennen. Seine Fläche beträgt 1.341 km². Es liegt 315 Meter über dem Meeresspiegel.

## Etymologie
Cerro Azul bedeutet Blauer Berg. Der Begriff Cerro ist spanischen Ursprungs und bezeichnet einen Berg. Der Name des Orts stammt von einem Berg in der Umgebung der Gemeinde, der manchmal ein bläuliches Profil zeigt.

## Geschichte

### Besiedlung
Die Gemeinde Cerro Azul hat ihren Ursprung in der 1860 gegründeten Colônia Assunguy nördlich von Curitiba. Die ersten Verwalter der Kolonie waren Barata Ribeiro, Manoel Nabuco und José Borges. Die Kolonie florierte schnell und wurde 1872 zur Pfarrei mit dem Namen Serro Azul und der Anrufung von Nossa Senhora da Guia erhoben. Sie gehörte damals zum Munizip Votuverava (heute Rio Branco do Sul).
Im Jahr 1882 erhielt die Gemeinde Nossa Senhora da Guia do Serro Azul den Namen Vila do Assunguy. Im Jahr 1885 wurde der Name in Serro Azul geändert, weil sie in der Nähe des gleichnamigen Bergs der Serra Geral gehört. Im Jahr 1897 wurde sie zur Stadt erhoben. Die Schreibweise von Serro Azul wurde 1929 in Cerro Azul geändert.
Die Entwicklung der Gemeinde stagnierte praktisch bis zum Jahr 1940. Erst als die Verbindungsstraße zur BR-116 von Curitiba nach São Paulo gebaut wurde, ging es wieder aufwärts. Diese Straße ermöglichte einen effektiven Transport der Erzeugnisse, die im Wesentlichen in der Landwirtschaft und der Viehzucht produziert wurden.

### Erhebung zum Munizip
Cerro Azul wurde durch das Provinzialgesetz Nr. 680 vom 27. Oktober 1882 aus Votuverava (heute Rio Branco do Sul) ausgegliedert und in den Rang einer Vila erhoben. Mit Provinzialgesetz Nr. 816 vom 27. Dezember 1897 wurde Assunguí unter dem Namen Cerro Azul zur Stadt erhoben.

## Geografie

### Fläche und Lage
Cerro Azul liegt auf dem Primeiro Planalto Paranaense (der Ersten oder Curitiba-Hochebene von Paraná). Seine Fläche beträgt 1341 km². Es liegt auf einer Höhe von 315 Metern.

### Vegetation
Das Biom von Cerro Azul ist Mata Atlântica.

### Klima
In Cerro Azul ist das Klima als warm und gemäßigt klassifiziert. Es gibt viel Niederschlag (1461 mm pro Jahr), selbst im trockensten Monat. Die Klimaklassifikation nach Köppen und Geiger lautet Cfa. Im Jahresdurchschnitt liegt die Temperatur bei 19,3 °C.

### Gewässer
Cerro Azul liegt vollständig im Einzugsgebiet des Rio Ribeira. Zusammen mit seinem linken Nebenfluss Rio Turvo bildet er die nördliche Grenze des Munizips.

### Straßen
Cerro Azul liegt an der PR-92 von Curitiba im Süden nach Jaguariaíva im Nordwesten.

### Nachbarmunizipien
| Doutor Ulysses |                                             | Adrianópolis    |
| Castro         | Kompassrose, die auf Nachbargemeinden zeigt |                 |
| Itaperuçu      | Rio Branco do Sul und Tunas do Paraná       | Bocaiúva do Sul |

## Stadtverwaltung
Bürgermeister: Patrik Magari, REP (2021–2024)
Vizebürgermeister: Edson Cordeiro Nascimento, Solidariedade (2021–2024)

## Demografie

### Bevölkerungsentwicklung
| Jahr | Einwohner | Stadt | Land |
| ---- | --------- | ----- | ---- |
| 1900 | 8.138     |       |      |
| 1920 | 16.589    |       |      |
| 1940 | 28.659    | 6 %   | 94 % |
| 1950 | 15.696    | 10 %  | 90 % |
| 1960 | 17.304    | 12 %  | 88 % |
| 1970 | 18.363    | 9 %   | 91 % |
| 1980 | 20.006    | 11 %  | 89 % |
| 1991 | 21.073    | 17 %  | 83 % |
| 2000 | 16.352    | 24 %  | 76 % |
| 2010 | 16.938    | 28 %  | 72 % |
| 2022 | 16.134    |       |      |

Quelle: IBGE (2011) und Volkszählung 2022

### Ethnische Zusammensetzung
| Gruppe * | 1991    | 2000    | 2010    | wer sich als …                                                                   |
| --- | ------- | ------- | ------- | -------------------------------------------------------------------------------- |
| Weiße | 87,4 %  | 84,5 %  | 63,4 %  | weiß bezeichnet                                                                  |
| Schwarze | 0,6 %   | 1,9 %   | 1,0 %   | schwarz bezeichnet                                                               |
| Gelbe | 0,2 %   | 0,2 %   | 0,3 %   | von fernöstlicher Herkunft wie japanisch, chinesisch, koreanisch etc. bezeichnet |
| Braune | 11,6 %  | 13,0 %  | 35,1 %  | braun oder als Mischung aus mehreren Gruppen bezeichnet                          |
| Indigene | 0,0 %   | 0,2 %   | 0,2 %   | Ureinwohner oder Indio bezeichnet                                                |
| ohne Angabe | 0,1 %   | 0,1 %   | 0,0 %   |                                                                                  |
| Gesamt | 100,0 % | 100,0 % | 100,0 % |                                                                                  |
| *) Das IBGE verwendet für Volkszählungen ausschließlich diese fünf Gruppen. Es verzichtet bewusst auf Erläuterungen. Die Zugehörigkeit wird vom Einwohner selbst festgelegt. |         |         |         |                                                                                  |

Quelle: IBGE (Stand: 1991, 2000 und 2010)